# Xian de Ruicheng
Le xian de Ruicheng (芮城县 ; pinyin : Ruìchéng Xiàn) est un district administratif de la province du Shanxi en Chine. Il est placé sous la juridiction de la ville-préfecture de Yuncheng.

## Démographie
La population du district était de 370 505 habitants en 1999.

## Patrimoine culturel
Ruicheng abrite le palais Yongle (Palais 乐; 永樂 "; Ynglè gōng;" palais de la joie éternelle "), complexe de temples taoïstes réputé pour ses peintures murales à l'intérieur de ses trois salles principales. Il a été déplacé à Ruicheng en 1959 pour le préserver lors de la construction du barrage de Sanmenxia, qui devait mettre la ville de Yongle, l'ancien lieu du temple, sous l'eau. Le temple se situe à 4 km au nord de la ville sur la route principale.
Le fleuve jaune se trouve juste au sud de Ruicheng. Une station de pompage située sur la rivière sert également de monument à Yu le Grand, cette figure légendaire créditée pour avoir contrôlé le cours du fleuve Jaune et sauvé de nombreuses vies.